# Bassai Dai
Bassai Dai (Passai, Patsai) ist eine der ältesten Kata im Karate.
Bassai heißt übersetzt die „Mauer zerstören“ oder „Erstürme die Festung“. Dementsprechend kraftvoll soll auch die Kata vorgeführt werden. Sie soll von Matsumura Sōkon geschaffen worden sein und lässt sich auf die okinawanischen Tōde-Katas zurückführen. Man geht davon aus, dass sie in ihrer Urform bereits im späten 13. Jahrhundert durch chinesische Meister gelehrt wurde und infolge der Handelsbeziehungen nach Okinawa kam. Heute ist nicht mehr feststellbar, wie weit die heutige Bassai Dai noch ihrem alten Ursprung entspricht. 
Bassai Dai gehört zur Gruppe der Shorin-Kata, deren Trainingsschwerpunkt neben den auszuführenden Techniken ist, die Schnelligkeit des Karateka zu schulen. Hauptmerkmal der Kata ist, dass die einzelnen Techniken sehr schnell und kraftvoll ausgeübt werden. Sie enthält viele defensive Block- und Hebeltechniken und vergleichsweise wenige Beintechniken. Mit rund 40 Einzeltechniken ist Bassai Dai eine der längeren Katas. Deswegen ist sie eine der Katas, die sowohl im Dōjō als auch auf Kata-Wettkämpfen sehr häufig ausgeführt werden.
Im Shōtōkan-Stil werden zwei Versionen der Bassai geübt: die Bassai Dai und die Bassai Sho. „Dai“ bedeutet „groß“ und kennzeichnet somit die große beziehungsweise längere Version der Bassai, während „sho“ „klein“ bedeutet und eine kleinere beziehungsweise kürzere Variante der Bassai bezeichnen will. Bemerkenswert zur Bassai Sho ist, dass sie Entwaffnungstechniken gegen einen vertikalen Stockangriff beinhaltet, denn Entwaffnungstechniken kommen nicht in jeder Kata vor.
Es sind folgende Varianten bekannt, die in verschiedenen Karate-Stilrichtungen gelehrt und in der Regel nach ihren Meistern benannt werden.
Oyadomari no PassaiDies ist die älteste und am stärksten chinesisch beeinflusste Version, deren Ursprung bis in das 14. Jahrhundert zurückgehen könnte. Meister Peichin Oyadomari, nach dem die Kata benannt ist, war Schüler von Meister Shionja (südlicher chinesischer Stil). Shionja war die Säule bei der Entwicklung zweier Tomari-te Linien, die sich unter Meister Chōtoku Kyan vereinigten (siehe hierfür Kūsankū).
Ishimine no PassaiDiese Kata ist eine sehr nahe Verwandte der Oyadomori no Passai und wird heute im Matsubayashi-Ryū gelehrt.
Matsumura no PassaiParallel zur Oyadomari no Passai (Tomari-te) wurde in der Matsumura-Schule (Shuri-te) eine fast gänzlich andere Kata unter demselben Namen gelehrt. Eine Verwandtschaft scheint ausgeschlossen und führte zum Streit zwischen einigen hohen Meistern, die ihren Ursprung auch nicht einheitlich benennen können. Als Okinawas höchstentwickelte Passai-Variante gilt die Lieblingskata des Meisters Matsumura allemal.
Itosu no PassaiMeister Itosu veränderte ähnlich wie bei der Kanku-dai (Kūsankū) die Länge der Kata, indem er aus einer zwei Katas machte. Es waren Bassai Dai und Bassai Sho. Beide Katas waren der Ursprung der heutigen Bassai Dai und Bassai Sho. Meister Mabuni Kenwa und Meister Funakoshi Gichin sorgten für deren weitere Verbreitung.
Eine weitere Variante ist die Tomari no Passai.